# Fritz Carlson
Fritz David Carlson, även Carlsson, född 23 juli 1888, död 28 november 1952, var en svensk matematiker. 
Fritz Carlson blev filosofie doktor vid Uppsala universitet 1914 på avhandlingen Sur une classe de séries de Taylor och handleddes där av Anders Wiman. Åren 1920–1929 var han professor i beskrivande geometri vid Kungliga Tekniska högskolan, närmast företrädd av Pontus Henriques som hade lämnat professuren 1917 och efterträdd 1930 av Alfred Liljeström. År 1927 blev Carlson professor vid Stockholms högskola.
Carlson invaldes i Kungliga Vetenskapsakademien 1928.

## Läroböcker
- Lärobok i geometri, del 1, 357 sidor, Gleerup, Lund (1943).
- Lärobok i geometri, del 2, 347 sidor, Gleerup, Lund (1947).
- Rymdgeometri, 345 sidor, Geber, Stockholm (1948). (I serien Almqvist & Wiksells akademiska handböcker).